# Déllő-tó

A Déllő-tó, más néven Dellő-tó volt Kecskemét belvárosának legjelentősebb állóvize, helyén ma a zöldfelületben gazdag Gyenes Mihály tér található.

## Története
Kecskemét első közhasznú zöldterületét 1834-37 között, az elmocsarasodott ún. Déllő-tó helyén Gyenes Mihály ügyvéd és mérnök igyekezete hozta létre. A tó lecsapolása már 1816 óta megosztotta a város közvéleményét. Az időnként „dögletes levegőt” árasztó mocsár megtartását sokan azért támogatták, mert vizével tűz alkalmával a lajtos kocsik sokaságát lehetett egyszerre feltölteni.
Végül a Gyenes Mihály tervei szerint elkészített csatornával lecsapolták, feltöltötték, s területén ligetet létesítettek. Ez a közel másfél hektár nagyságú kert már az 1840-es években „a művelt közönség egyedüli mulatóhelyévé és sétatérré” változott. A kert közepe táján egy zenekari kioszkot és egy cukrászdát építettek.
A kert 600 db-ból álló faállományát az 1880. évi magas talajvíz majdnem elpusztította. A víz levonulása után a kertet szinte újjávarázsolták. Gondoskodtak a víz elvezetéséről, a park világításáról, padokat helyeztek ki és sövénnyel vették körül.

## Legenda
A Déllő-tóról egykor legenda élt a kecskeméti nép ajkán. A helyiek szerint a lázadó főúr, Ajtony ellen hadba induló Szent István király serege a Déllő-tó mellékén ütötte föl pihenő táborát. A nyugalomra vágyó harcosokat azonban légnyi kiéhezett szúnyog támadta meg. Egy darabig csak csapkodták a vérre szomjazó apró, szárnyas ellenséget, de végül kezdték elveszíteni türelmüket. 
- Uram – kérték királyukat -, vígy bennünket igazi csatába, hadd harcoljunk érted, ahogy vitézekhez illik, de ments meg bennünket ezektől a zümmögő vérszopóktól. 
A király nyugalomra intette embereit és visszahúzódott sátrába imádkozni. Hamarosan csoda történt: hatalmas forgószél kerekedett és egy fuvallatra elsöpörte a szúnyogokat.